# Warhawk
Warhawk és un videojoc sobre combats aeris del futur amb un estil arcade per la consola de Sony PlayStation, creat per SingleTrac i llançat per Sony. Va ser llançat el 10 de novembre de 1995 i després va ser tornat a llançar com un dels Sony's Greatest Hits.
Warhawk és una adaptació del videojoc de 1986 amb el mateix nom.
Hi ha en desenvolupament un altre remake amb el mateix nom, per la PlayStation 3 i desenvolupat per Incognito Entertainment.